# Górnik Zabrze w sezonie 1957
Sezon 1957 był 9. sezonem w historii klubu i 2. z kolei na najwyższym poziomie rozgrywek ligowych. Górnik zakończył rozgrywki I ligi (rozgrywanej systemem wiosna-jesień) na pierwszym miejscu, zdobywając po raz pierwszy w historii tytuł Mistrza Polski w piłce nożnej. Rozgrywki Pucharu Polski rozpoczął od 1/16 finału docierając do finału.

## Stadion
Miejscem rozgrywania spotkań domowych był otwarty w 1934 roku stadion przy obecnej ul. Roosevelta 81 mieszczący ok. 35.000 widzów. Trzy spotkania, przeciwko bytomskiej Polonii oraz zespołom z Warszawy - Legii i Gwardii zostały rozegrane na nowo otwartym Stadionie Śląskim w Chorzowie.
* Spotkania rozegrane w ramach Pucharu Polski
Informacje dotyczące frekwencji według Przeglądu Sportowego (www.wikigornik.pl)

## I Liga

### Tabela
| Poz. | Drużyna          | M  | Punkty | Z  | R | P | Bramki | Bramki | Bramki |
| Poz. | Drużyna          | M  | Punkty | Z  | R | P | +      | -      | +/-    |
| ---- | ---------------- | -- | ------ | -- | - | - | ------ | ------ | ------ |
| 1    | Górnik Zabrze    | 22 | 33     | 15 | 3 | 4 | 58     | 24     | 34     |
| 2    | Gwardia Warszawa | 22 | 32     | 15 | 2 | 5 | 53     | 26     | 27     |
| 3    | ŁKS Łódź         | 22 | 29     | 12 | 5 | 5 | 53     | 28     | 25     |
| 4    | Legia Warszawa   | 22 | 26     | 11 | 4 | 7 | 62     | 33     | 29     |
| 5    | Lechia Gdańsk    | 22 | 22     | 8  | 6 | 8 | 25     | 29     | -4     |

### Wyniki spotkań
| Mecz           | Data         | Stadion   | Przeciwnik       | Wynik | Punkty | Strzelcy                                     |
| -------------- | ------------ | --------- | ---------------- | ----- | ------ | -------------------------------------------- |
| Runda wiosenna |              |           |                  |       |        |                                              |
| 1              | 31 marca     | Warszawa  | Legia Warszawa   | 2:1   | 2      | Czech, Lentner                               |
| 2              | 7 kwietnia   | Zabrze    | ŁKS Łódź         | 1:5   | 2      | Lentner                                      |
| 3              | 14 kwietnia  | Sosnowiec | Stal Sosnowiec   | 2:2   | 3      | Pohl, Jankowski                              |
| 4              | 28 kwietnia  | Chorzów   | Polonia Bytom    | 3:1   | 5      | Pohl, Jankowski, Olejnik                     |
| 5              | 12 maja      | Kraków    | Wisła Kraków     | 1:1   | 6      | Lentner                                      |
| 6              | 25 maja      | Zabrze    | Górnik Radlin    | 6:0   | 8      | Pohl, Lentner, Szalecki (3), Jankowski       |
| 7              | 30 maja      | Zabrze    | Lechia Gdańsk    | 2:0   | 10     | Szalecki, Pohl                               |
| 8              | 2 czerwca    | Warszawa  | Gwardia Warszawa | 1:2   | 10     | Kowal                                        |
| 9              | 9 czerwca    | Opole     | Budowlani Opole  | 0:1   | 10     | -                                            |
| 10             | 13 czerwca   | Zabrze    | Ruch Chorzów     | 2:1   | 12     | Gawlik, Lentner                              |
| 11             | 29 czerwca   | Zabrze    | Lech Poznań      | 4:1   | 14     | Jankowski (2), Fojcik, Lentner               |
| Runda jesienna |              |           |                  |       |        |                                              |
| 12             | 17 sierpnia  | Łódź      | ŁKS Łódź         | 0:1   | 14     | -                                            |
| 13             | 21 sierpnia  | Chorzów   | Legia Warszawa   | 3:2   | 16     | Fojcik, Olejnik, Jankowski                   |
| 14             | 24 sierpnia  | Zabrze    | Stal Sosnowiec   | 6:2   | 18     | Lentner (2), Jankowski (2), Szalecki, Fojcik |
| 15             | 31 sierpnia  | Bytom     | Polonia Bytom    | 0:0   | 19     | -                                            |
| 16             | 4 września   | Zabrze    | Wisła Kraków     | 1:0   | 21     | Lentner                                      |
| 17             | 7 września   | Rybnik    | Górnik Radlin    | 5:1   | 23     | Jankowski, Lentner (2), Szalecki (2)         |
| 18             | 14 września  | Gdańsk    | Lechia Gdańsk    | 1:0   | 25     | Jankowski                                    |
| 19             | 18 września  | Chorzów   | Ruch Chorzów     | 3:0   | 27     | Szalecki, Lentner, Jankowski                 |
| 20             | 22 września  | Chorzów   | Gwardia Warszawa | 3:1   | 29     | Jankowski, Szarzyński (sam.), Fojcik         |
| 21             | 10 listopada | Poznań    | Lech Poznań      | 4:1   | 31     | Lentner, Pohl (3)                            |
| 22             | 1 grudnia    | Zabrze    | Budowlani Opole  | 8:1   | 33     | Gawlik, Pohl (4), Kowal, Lentner, Fojcik     |

    zwycięstwo     remis     porażka

## Puchar Polski
Górnik Zabrze rozpoczął rozgrywki pucharowe od 1/16 finału pokonując na inaugurację drugą drużynę ŁKS-u Łódź 2:1. Odpadł z rozgrywek w finale rozegranym na stadionie w Łodzi przeciwko pierwszej drużynie łódzkiego ŁKS przegrywając 0:3.
| Faza  | Data         | Stadion  | Przeciwnik     | Wynik | Strzelcy                                       |
| ----- | ------------ | -------- | -------------- | ----- | ---------------------------------------------- |
| 1/16  | 18 listopada | Łódź     | ŁKS II Łódź    | 2:1   | Lentner (2)                                    |
| 1/8   | 17 marca     | Gdańsk   | Lechia Gdańsk  | 3:0   | Pohl, Lentner, Kowal                           |
| 1/4   | 24 marca     | Zabrze   | Ruch Chorzów   | 2:1   | Pohl, Jankowski                                |
| 1/2   | 10 lipca     | Racibórz | Unia Racibórz  | 7:2   | Pohl (2), Lentner, Szalecki (2), Jankowski (2) |
| Finał | 23 czerwca   | Warszawa | Legia Warszawa | 1:2   | Pohl                                           |

    zwycięstwo     remis     porażka

## Mecze towarzyskie
| Data                                | Stadion     | Przeciwnik          | Wynik       | Strzelcy                                       |
| ----------------------------------- | ----------- | ------------------- | ----------- | ---------------------------------------------- |
| Puchar Sportu                       |             |                     |             |                                                |
| 27 stycznia                         | brak danych | Tarnovia Tarnów     | 1:0         | brak danych                                    |
| 3 lutego                            | brak danych | Kościuszko Chorzów  | 4:1         | brak danych                                    |
| 10 lutego                           | Czechowice  | Kolejarz Czechowice | 13:0        | brak danych                                    |
| 17 lutego                           | Racibórz    | Unia Racibórz       | 0:1         | brak danych                                    |
| Rozegrane w trakcie rundy wiosennej |             |                     |             |                                                |
| 24 lutego                           | Zabrze      | Csepel SC           | 1:1         | Lentner                                        |
| 3 marca                             | Gliwice     | Piast Gliwice       | 5:0         | Pohl (2), Lentner, Gawlik, Kowal               |
| 6 marca                             | brak danych | Pogoń Zabrze        | 6:0         | Jankowski (2), Gawlik (2), Lentner, Pohl       |
| 10 marca                            | Zabrze      | Naprzód Lipiny      | 9:0         | Jankowski (4), Lentner (2), Kowal, Pohl, Czech |
| 21 kwietnia                         | Chorzów     | Tatabányai Bányász  | 4:1         | Lentner, Jankowski (2), Szalecki               |
| 22 kwietnia                         | Wrocław     | Tatabányai Bányász  | 2:2         | Lentner (2)                                    |
| Rozegrane w trakcie rundy jesiennej |             |                     |             |                                                |
| 7 sierpnia                          | brak danych | Concordia Zabrze    | brak danych | brak danych                                    |
| 10 sierpnia                         | Zabrze      | Polonia Bytom       | 2:2         | Jankowski (2)                                  |
| 14 sierpnia                         | brak danych | Stal Bielsko-Biała  | 6:2         | brak danych                                    |
| 30 sierpnia                         | Zabrze      | Polska U-21         | 1:0         | Szalecki                                       |
| 2 października                      | Metz        | FC Metz             | 1:1         | Lentner                                        |
| 6 października                      | Lyon        | Olympique Lyon      | 5:0         | Jankowski, Fojcik (2), Kowal, Lentner          |
| 9 października                      | Nantes      | FC Nantes           | 7:1         | Fojcik, Jankowski (3), Lentner (3)             |
| 27 października                     | Zabrze      | Ruch Chorzów        | 3:1         | Jankowski, Olejnik, Burczyk                    |
| 3 listopada                         | Bytom       | Polonia Bytom       | 2:0         | brak danych                                    |
| 24 listopada                        | brak danych | Stal Zabrze         | 6:0         | brak danych                                    |
| 25 grudnia                          | brak danych | Standard Liège      | 5:1         | Pohl (2), Lentner (2), Kowal                   |
| 26 grudnia                          | brak danych | Preußen Münster     | 1:2         | Jankowski                                      |
| 29 grudnia                          | Norymberga  | 1. FC Nürnberg      | 0:1         | -                                              |
| 31 grudnia                          | brak danych | Karlsruher SC       | 4:1         | Pohl (2), Lentner (2), Jankowski               |

    zwycięstwo     remis     porażka

## Zawodnicy

### Skład
| Zawodnik          | Data urodzenia    | W klubie od | Poprzedni klub      | I Liga    | I Liga | Puchar Polski | Puchar Polski | RAZEM | RAZEM |
| ----------------- | ----------------- | ----------- | ------------------- | --------- | ------ | ------------- | ------------- | ----- | ----- |
| Zawodnik          | Data urodzenia    | W klubie od | Poprzedni klub      | Bramkarze |        |               |               |       |       |
| Józef Kaczmarczyk | 25 stycznia 1931  | 1949        | Pogoń Zabrze        | 9         | -      | 2             | -             | 11    | -     |
| Józef Machnik     | 29 sierpnia 1931  | 1956        | Wawel Kraków        | 13        | -      | 4             | -             | 17    | -     |
| Obrońcy           |                   |             |                     |           |        |               |               |       |       |
| Stefan Florenski  | 17 grudnia 1933   | 1957        | Sośnica Gliwice     | 19        | -      | 4             | -             | 23    | -     |
| Henryk Hajduk     | 30 kwietnia 1932  | 1956        | Polonia Gdańsk      | 20        | -      | 3             | -             | 23    | -     |
| Pomocnicy         |                   |             |                     |           |        |               |               |       |       |
| Henryk Czech      | 21 września 1934  | 1948        | Pogoń Zabrze        | 11        | 1      | 4             | -             | 15    | 1     |
| Ginter Gawlik     | 5 grudnia 1930    | 1949        | Górnik Biskupice    | 18        | 2      | 3             | -             | 21    | -     |
| Eryk Nowara       | 12 grudnia 1928   | 1948        | Zjednoczenie Zabrze | 8         | -      | 3             | -             | 11    | -     |
| Jan Pieczka       | 13 stycznia 1936  | 1956        | wychowanek          | 2         | -      | 2             | -             | 4     | -     |
| Henryk Szalecki   | 25 lutego 1933    | 1948        | Zjednoczenie Zabrze | 14        | 7      | 3             | 2             | 17    | 9     |
| Ewald Wiśniowski  | 24 listopada 1927 | 1955        | Górnik Radlin       | 1         | -      | 1             | -             | 2     | -     |
| Napastnicy        |                   |             |                     |           |        |               |               |       |       |
| Manfred Fojcik    | 16 lipca 1924     | 1949        | Górnik Biskupice    | 12        | 5      | 1             | -             | 13    | 5     |
| Antoni Franosz    | 9 lutego 1928     | 1948        | Pogoń Zabrze        | 22        | -      | 5             | -             | 27    | -     |
| Edward Jankowski  | 9 stycznia 1930   | 1955        | Górnik Radlin       | 22        | 12     | 4             | 3             | 26    | 15    |
| Edmund Kowal      | 16 lutego 1931    | 1957        | Legia Warszawa      | 15        | 2      | 4             | 1             | 19    | 3     |
| Jan Kowalski      | 15 lutego 1937    | 1957        | Stal Zabrze         | -         | -      | 1             | -             | 1     | -     |
| Roman Lentner     | 15 grudnia 1937   | 1956        | Czarni Chropaczów   | 22        | 14     | 5             | 4             | 27    | 18    |
| Marian Olejnik    | 26 sierpnia 1928  | 1955        | Górnik Radlin       | 22        | 2      | 4             | -             | 26    | 2     |
| Ernest Pohl       | 3 listopada 1932  | 1956        | Legia Warszawa      | 12        | 11     | 4             | 5             | 16    | 16    |

### Transfery

#### Przyszli
| Poz | Nazwisko         | Poprzedni klub  |
| --- | ---------------- | --------------- |
| OB  | Stefan Florenski | Sośnica Gliwice |
| NA  | Edmund Kowal     | Legia Warszawa  |
| NA  | Jan Kowalski     | Stal Zabrze     |
| NA  | Ernest Pohl      | Legia Warszawa  |

#### Odeszli
| Poz | Nazwisko             | Nowy klub     |
| --- | -------------------- | ------------- |
| BR  | Ginter Procek        | brak danych   |
| OB  | Karol Dominik        | AKS Chorzów   |
| OB  | Rajnhold Dworaczek   | Śląsk Wrocław |
| OB  | Henryk Zimmermann    | brak danych   |
| PO  | Maksymilian Klenczar | brak danych   |
| NA  | Alfred Kokot         | Cracovia      |

#### Skład podstawowy
| Poz | Zawodnik          | I Liga | Puchar Polski | Razem |
| --- | ----------------- | ------ | ------------- | ----- |
| NA  | Antoni Franosz    | 22     | 5             | 27    |
| NA  | Roman Lentner     | 22     | 5             | 27    |
| NA  | Edward Jankowski  | 22     | 4             | 26    |
| NA  | Marian Olejnik    | 22     | 4             | 26    |
| OB  | Henryk Hajduk     | 20     | 3             | 23    |
| PO  | Ginter Gawlik     | 18     | 3             | 21    |
| NA  | Edmund Kowal      | 15     | 4             | 19    |
| BR  | Józef Machnik     | 13     | 4             | 17    |
| PO  | Henryk Szalecki   | 14     | 3             | 17    |
| NA  | Ernest Pohl       | 12     | 4             | 16    |
| PO  | Henryk Czech      | 11     | 4             | 15    |
| OB  | Stefan Florenski  | 10     | 4             | 14    |
| NA  | Manfred Fojcik    | 12     | 1             | 13    |
| PO  | Eryk Nowara       | 8      | 3             | 11    |
| BR  | Józef Kaczmarczyk | 9      | 1             | 10    |
| PO  | Jan Pieczka       | 2      | 1             | 3     |
| PO  | Ewald Wiśniowski  | 1      | 1             | 2     |
| NA  | Jan Kowalski      | -      | 1             | 1     |

    podstawowa jedenastka